# 波河畔塔廖
波河畔塔廖是意大利威尼托大区罗维戈省的一个市镇，总面积79.01平方公里，人口8534人，人口密度108.0人/平方公里（2009年）。ISTAT代码为029046。